# Serans, Orne

Serans este o comună în departamentul Orne, Franța. În 1 ianuarie 2018 avea o populație de 199 de locuitori.